# حجرف الذويبي
حجرف بن عياد الذويبي شيخ من شيوخ قبائل بني عمرو من قبيلة حرب، عاش في القرن الثالث عشر وتوفي حوالي سنة 1290 للهجرة.

## نسبه
حجرف بن عياد بن عبد الله الذويبي العمري الحربي من أسرة الذوبه (الذويبي) أحد أشهر الأسر من شيوخ قبيلة حرب والجزيرة العربية، وهم أمراء شمل قبائل بني عمرو من قبيلة حرب، وكان حجرف مشهورًا بالكرم. وله من الأبناء الشيخ دارع بن حجرف الذويبي.

## أشهر قصائده
أراد جماعة حجرف الرحيل والانتقال من مكانهم إلى وادي الفرع واتفقوا على أن يكون الرحيل في اليوم التالي، وذهب الجميع بعدما اتفقوا على ذلك، وعند الصباح الباكر أخذ القوم بالرحيل بعدما جهزوا العدة لذلك، وكان في علمهم أن حجرف لديه راحله تنقله هو وعائلته، ولكن لم يعلموا بأن حجرف أتى إليه ضيوف في تلك الليلة وذبح لهم راحلته الوحيدة ولم يستطع أن يلحق بهم ولا أن يخبرهم، وفي الصباح الباكر خرج حجرف من بيته يملأ قلبه الحزن والهم، وذهب إلى مكان مرتفع، وبعد أن وقف في هذا المكان رأى داب أعمى يقف أمام جحره فاتحًا فمه ولا يتحرك وإذا بعصفور يقع على فم الداب ظنًا منه أنه غصن شجرة فيلتهمه الداب ويدخل جحره. وحجرف يراقبه ولم يبارح مكانه حتى جاء وقت العصر، فإذا بالداب يخرج ثانية ويفتح فمه كالمرة السابقة ويأتي طير آخر ويقع في فمه فيلتهمه ويعود لجحره. أدرك حجرف أن الذي يرزق هذا الداب لن يتركه أبدًا، وقال هذه القصيدة:

## قصة خطبته
سمع حجرف في أحد المرات عن رجل عنده ابنة جميلة، ففكر أن يخطبها من والدها فذهب لوالدها كي يخطبها، وصادف أنه رأى بالمجلس رجل غريب ضيف لدى والد البنت، وعندما حل حجرف الذويبي ضيفًا على الرجل قام ورحب به وذبح له ذبيحة تليق بمكانته، ولما قدموا الأكل قال له تفضل يا حجرف على العشاء، قال حجرف وهذا الغريب؟ فقال والد البنت هذا الرجل يتعشى في وقت آخر، فقال حجرف لن أتناول العشاء إلا مع هذا الرجل، فنادى الرجل الغريب وشارك الذويبي في العشاء.
وعند الصباح خطب الذويبي البنت من والدها فوافق، فكان عليهم أن يذهبوا إلى أقرب بلدة لهم للبحث عن شيخ يتمم لهم أمور زواجهم، وكان برفقتهم الرجل الغريب، فحان وقت الغداء وهم في الطريق توقفوا واشتغلوا بإعداد القهوة والغداء الذي هو عبارة عن قروص البر، وشارك معهم الغريب في جمع الحطب وإعداد القهوة، ولما نضج القرص صار والد البنت يأخذ ما طاب له من القرص ويضعه في الصحن وحواف القرص يضعها في صحن ثاني وبعد ذلك وضع السمن في الصحن الأول وقدمه للذويبي، والصحن الثاني أعطاه للغريب، لكن الذويبي لم يرضى بذلك، فنادى الغريب وقال له تعال وشاركني بالغداء، وبعد الغداء، تركوا مابقي من غدائهم على شجرة فجلس الغريب يشاهد الذر (النمل الصغير) وهو يأكل من بقية الخبز ويردد هذه الأبيات:
فأصبحت هذه الأبيات التي قالها الغريب إشارة واضحة فهمها الذويبي فطلب العودة والعدول عن مواصلة مشوارهم، لأنه قرر أن يتخلى عن ابنة البخيل مهما بلغ جمالها.

## مما قيل في حجرف الذويبي
قصيدة للشاعر عايض بن شجاع الشلوي: